# Зденац живота
Зденац живота (бунар живота) је дело познатог југословенског и хрватског вајар Ивана Мештровића. Настало је почетком 20. века. Зденац живота је постављен 1912. године на тргу Маршала Тита испред Хрватског народног казалишта (позоришта) у Загребу.

## Анализа
Око фонтане су нага тела ритмички послагана око бунара, извора воде. Тела изгледају као да су жива, замрзнута у покрету. Стварних су пропорција, а делови лица и тела приказани су реалистично. Њихова површина је глатка и заобљена. Нигде нема правих углова, оштрих прелаза ни правилних геометријских облика. Све је обло и нежно. Живост њихових нагих тела и снага израза лица показује жељу за животом и животним радостима. Уживање у животним радостима посебно је истакнуто код парова који се љубе и грле. Својим покретима показују нежност и безбрижност. Насупрот њима, старац, који је на крају свог живота, чежњиво гледа у бунар, симбол живота. 
У контрасту са динамички послаганим реалистичким телима, бунар је, правилног геометријског облика. Овај једноставни ваљак, без детаља, својом једноставношћу смирује композицију. Због глатких и заобљених тела нема јаких светлосних контраста. Прелази између светлости и сенке су благи и мекани.